# Théorème de Froda
En analyse réelle, le théorème de Froda, redécouvert en 1929 par le mathématicien roumain Alexandru Froda mais dont des versions plus générales avaient été trouvées de 1907 à 1910 par Grace Chisholm Young et William Henry Young, assure que l'ensemble des points de discontinuité de première espèce d'une fonction réelle d'une variable réelle (définie sur un intervalle) est au plus dénombrable.

## Discontinuités de première espèce
En un point x où une fonction f est discontinue, la discontinuité est dite de première espèce si f admet en x une limite à gauche et une limite à droite finies. Il est de plus supposé que l'une (au moins) de ces limites est distincte, soit de l'autre limite, soit de la valeur f(x) (sans quoi il n'y a pas de discontinuité). En toute généralité, il faut distinguer parmi les discontinuités de première espèce deux types différents, selon que f(x) soit une des deux limites latérales ou non.
Remarquons que pour une fonction monotone, ce type de discontinuité est le seul possible (et l'ensemble de ces points peut être un ensemble au plus dénombrable arbitraire,,). Il en va de même, plus généralement, pour toute fonction réglée à valeurs dans un espace de Banach.

## Démonstration
Soit {\displaystyle f:I\longmapsto \mathbb {R} } une fonction réelle sur un intervalle, dont on note {\displaystyle D} l'ensemble des points de discontinuité de première espèce. Si {\displaystyle x\in D}, alors on définit  l'oscillation de f en {\displaystyle x} par  {\displaystyle \omega (x)=|f(x^{+})-f(x^{-})|} , qui est bien définie puisque les limites de f à gauches et à droites en {\displaystyle x} existent.
Pour tout {\displaystyle n\in \mathbb {N} ^{*}}, notons {\displaystyle D_{n}=\left\{x\in D,\quad \omega (x)>{\frac {1}{n}}\right\}}. Considérons alors un entier naturel {\displaystyle n} non nul, et montrons que {\displaystyle D_{n}} est discret. 
- Soit {\displaystyle x\in D_{n}}. Par hypothèse, f admet  une limite à droite en {\displaystyle x}. Ainsi, au voisinage de {\displaystyle x} à droite, f prend ses valeurs dans {\displaystyle \left[f(x^{+})-{\frac {1}{2n}},\quad f(x^{+})+{\frac {1}{2n}}\right]}. En particulier, tout point de discontinuité de première espèce au voisinage de {\displaystyle x} à droite a son oscillation majorée par {\displaystyle {\frac {1}{n}}} ; ceci montre que {\displaystyle D_{n}} ne rencontre pas un voisinage à droite de {\displaystyle x}.
- En effectuant le même raisonnement sur la gauche de {\displaystyle x}, on conclut que {\displaystyle x} est un point isolé de {\displaystyle D_{n}}. Ce dernier est donc un sous-ensemble discret de {\displaystyle \mathbb {R} }, donc dénombrable.

Finalement, {\displaystyle D=\bigcup \limits _{n\in \mathbb {N} ^{*}}D_{n}} est une union dénombrable d'ensembles au plus dénombrable ; donc {\displaystyle D} est au plus dénombrable.
Cette preuve montre que l'énoncé reste vrai pour une fonction à valeurs dans n'importe quel espace métrique.

## Généralisation
La version antérieure des Young,, est nettement plus forte que celle de Froda :

Sauf pour un ensemble au plus dénombrable de réels x, l'ensemble des valeurs d'adhérence à gauche de f au point x est égal à celui à droite et f(x) leur appartient.